# Silent Hills
Silent Hills est un projet de jeu vidéo d'action-aventure de type survival horror de la série Silent Hill développé par Kojima Productions qui devait être édité par Konami sur la console PlayStation 4 mais a été annulé.
Le jeu a été annoncé par une démo jouable, P.T. (pour Playable Teaser), en août 2014, disponible gratuitement sur le PlayStation Store, et révélant l'implication de Guillermo del Toro et de Norman Reedus.
Le développement est devenu incertain avec les rumeurs d'éviction de Hideo Kojima, impliqué dans le projet depuis septembre 2012, de Konami à la suite du développement compliqué de Metal Gear Solid V: The Phantom Pain. L'annulation est confirmée en avril 2015 par del Toro.

## Développement
Le 12 août 2014, à la suite de la conférence Sony à la gamescom, une bande-annonce jouable mise en ligne sur le PlayStation Store (uniquement sur PlayStation 4) révèle qu'un nouvel épisode de la franchise Silent Hill sera dirigé par Hideo Kojima en collaboration avec Guillermo del Toro.
Norman Reedus, connu pour interpréter Daryl Dixon dans la série télévisée The Walking Dead, prêterait ses traits au probable personnage principal de ce prochain opus.
Le 26 avril 2015, Guillermo Del Toro et Norman Reedus annoncent officiellement l'annulation du jeu par le biais du réseau social Twitter.
Cette collaboration donnera lieu, après une première annonce en 2016, au jeu Death Stranding sorti le 8 novembre 2019.